# 夢見なサイキック!
『夢見なサイキック!』（ゆめみなサイキック!）は、水上航による日本の漫画作品。
『なかよし』（講談社）にて2001年2月号から2002年1月号まで連載された。全12話。そのほか、同誌2001年8月号増刊『なつやすみランド』と同2002年1月号増刊『ふゆやすみランド』に番外編が掲載された。単行本は同社の講談社コミックスなかよしより全3巻。

## あらすじ
馬術部にスカウトされて北海道から東京の鳳凰聖学園（ほうおうひじりがくえん）に転校してきた六匠みこと。
しかし学園内には「鬼」と呼ばれる謎の存在が次々と事件を起こしており、その事件を解決する「守護神」にみことは出会う…。

## 登場人物

### 守護神
六匠 みこと（りくしょう みこと）
主人公。中学2年生（14歳）。馬術部にスカウトされて北海道から転校してきた。「第六感」が優れているらしいが、中々その力を活かせていない。
坂祝 温夜（さかほぎ はるや）
中学2年生。みことのクラスメイト。「触覚」が発達しており、人に触れると相手の感情を読み取ることができる。だが、極度の女嫌い。
只見 次晴（ただみ つぎはる）
高校2年生。守護神のリーダーにして、生徒会長。「視覚」が発達しており、能力者を見分ける力と暗闇でも物が見える。
普段は地味な容姿だが、本当は中々の美形で、みことのことを「みにまむちゃん」と呼び、気に入っている。
香芝 円（かしば まどか）
高校1年生。「嗅覚」が発達しており、百万種の臭いをかぎ分けられる。
容姿は金髪ロングヘアの美少女だが、実は女装をした男（ロングヘアはヅラ）。
音別 章平（おんべつ しょうへい）
中学1年生。「聴覚」が発達しており、人間が感知できない領域の周波数の音も聞くことができる。大柄な容姿だが、温厚な性格。
菜々飯 由宇（ななえ ゆう）
中学1年生。「味覚」が発達しており、口にしたものの成分を分析できる。
丸眼鏡と関西弁が特徴。実は只見に好意を寄せているものの、彼がみことに目を向けるばかりで、あまり相手にされていないことから、彼に対して素直になれない。

### その他
安藤 総二郎（あんどう そうじろう）
副会長。眼鏡をかけた小柄な容姿の男子。普段は生徒会長なのにおちゃらけた只見に頭を悩ませていることがある。
実は生徒達を次々操ってきた鬼の正体。実質上、本作の黒幕。
初期の名前は何故かアンソニーであり、アンソニーをもじって現在の名前になった。
鬼（おに）
鬼の面で素顔を隠し、鬼の面と特殊な香で学園の生徒を操り、次々と事件を起こす謎の存在。その正体は副会長である安藤総二郎。
タイタン
みことと一緒にいる馬。

## 書誌情報
- 水上航 『夢見なサイキック!』 講談社〈講談社コミックスなかよし〉、全3巻
  1. 2001年10月5日第1刷発行、ISBN 4-06-178973-2
  2. 2002年3月6日第1刷発行、ISBN 4-06-178984-8
  3. 2002年8月5日第1刷発行、ISBN 4-06-178996-1

  - 2巻には『なつやすみランド』に掲載の番外編が、3巻には『ふゆやすみランド』に掲載の番外編と読み切り作品「ショコラ」が、それぞれ同時収録されている。